# Mark Gangloff
Mark Gangloff (Buffalo, 8 de junho de 1982) é um nadador norte-americano, ganhador de duas medalhas de ouro olímpicos com o revezamento medley americano nos Jogos de Atenas de 2004.
Também obteve, nos 100 metros peito, o quarto lugar em Atenas 2004 e o oitavo lugar nos Jogos Olímpicos de Pequim em 2008.
Bateu o recorde americano dos 100m peito com 59s01 em 7 de julho de 2009.